# Данопревір
Данопревір (англ. Danoprevir) — синтетичний противірусний препарат, який застосувується перорально, та має макролідну 15-членну структуру, що є інгібітором білків NS3 і NS4A вірусу гепатиту C. Він містить ацилсульфонамідний, фтороізоіндольний та трет-бутилкарбаматний фрагменти. Данопревір є клінічним кандидатом для застосування в лікуванні гепатиту С генотипів 1—6 та основних мутацій вірусу (GT1b, IC50 = 0,2–0,4 нм; реплікон GT1b, EC50 = 1,6 нм) на основі сприятливого профілю клінічних досліджень.

## Історія
Данопревір початково розроблений компанією «Array BioPharma», пізніше дослідженням і маркетингом препарату продовжила займатися компанія «Roche». У 2013 році данопревір, який спочатку вироблявся «Roche» під торговою маркою «Асклетіс», отримав схвалення на виробництво та застосування в Китаї під торговою назвою «Ганово».

## Експериментальне застосування
У березні 2020 року повідомлено, що проводяться клінічні дослідження щодо ефективності данопревіру в комбінації з ритонавіром при коронавірусній хворобі 2019.